# Україна (Ульм)
ФК «Україна» (Футбольний Клюб «Україна») — українське спортивне товариство з німецького міста Ульм.
Футбольний Клюб «Україна» заснували брати Скоцені в липні 1945 року в Зальцбурзі в Австрії, щоб продовжувати традицію знаного СТ «Україна» із Львова. 
Новозаснована команда проводила змагання з чужинецькими клубами і записувала на конто українців самі успіхи. В березні 1946 р. спортсмени переїхали з ланковим Ярославом Чолієм і організаційним референтом Богданом Прудиусом до американської зони Німеччини і оселилися в таборі Ульм над Дунаєм.
Надалі клуб виступав під назвою ФК «Україна» (Ульм). Після відкритті сезону 17 березня 1946 року на міському стадіоні в Ульмі змаганнями з «Чорногорою» (результат 1:1, суддя Андрухович) клуб бажав грати тільки з сильними чужонаціональними дружинами.
Після серії перемог над дружинами німецької ляндесліги в американській зоні і після перемог на виїздах до англійської і, головно, до французької зон, клуб влаштував змагання з командами першої німецької ліги (південної «Оберліги»). 5 червня 1946 у місті Ульм перед 15 тисячами вболівальників перемогли 5:0 колишніх чемпіонів Німеччини «Баварією» з Мюнхену (реванш у Мюнхені завершився нічиєю 1:1).
Однак, у липні 1946 р. почалася серія нещасливих і великих поразок, наслідком яких був цілковитий розклад і, нарешті, занепад команди. Програші в Розенгаймі 0:3 з АСФ, в Бамберзі 0:7 з 1. ФЦ і в Авгсбурзі 1:8 з БЦА, закінчили діяльність «України». Гравці перейшли грати до клубів німецької  «Оберліги»: «Штуттгартер Кікерс» і в більшій кількості до старого «Фенікса» в Карлсруе, що саме нашими гравцями хотів врятуватися перед вильотом до нижчої ліги. Після вильоту «Фенікса» з «Оберліги» і виїзді Скоценів до Бельгії, восени 1947 року гравці перейшли до українських товариств, спершу до «Дністра» в Штуттґарті, а після його ліквідації в 1948 р. — переважно до «Беркута» (Новий Ульм).

## Гравці
- Остап Стецьків
- Олександр Скоцень